# Sư đoàn Bộ binh 106 (Đức Quốc Xã)
Sư đoàn Bộ binh 106 (tiếng Đức: 106. Infanterie-Division) là một sư đoàn bộ binh của Đức Quốc xã được thành lập trong giai đoạn thế chiến thứ hai. Sư đoàn được thành lập ngày 22 tháng 11 năm 1940 tại Wahn.

## Sĩ quan chỉ huy
- Tướng Ernst Dehner, ngày 28 tháng 11 năm 1940 – ngày 3 tháng 5 năm 1942
- Trung tướng Alfons Hitter, ngày 3 tháng 5 năm 1942 - ngày 01 tháng 11 năm 1942
- Trung tướng Arthur Kullmer, 01 Tháng 11 năm 1942 - ngày 1 tháng 1 năm 1943
- Trung tướng Werner Forst, ngày 01 Tháng 1, 1943 - 20 tháng 2 năm 1944
- Trung tướng Siegfried von Rekowski, 20 tháng 2 năm 1944 - tháng 8 năm 1944
- Đại tá Rintenberg,